# بوتلوة أمريكية
بوتلوة أمريكية (الاسم العلمي:Bouteloua americana) هي نوع من النباتات يتبع جنس البوتلوة من الفصيلة النجيلية.